# Muziekbosberg
De Muziekbosberg is een heuvel in de Vlaamse Ardennen gelegen in Ronse in de Belgische provincie Oost-Vlaanderen. De voet van de Muziekbosberg is tevens de voet van de Statieberg. De Muziekbosberg gaat tegen de westflank van het Muziekbos omhoog.

## Wielrennen
De helling is bekend uit onder andere De Reuzen van Vlaanderen, een parcours voor wielertoeristen en ze geldt als een van de zwaardere hellingen in de Vlaamse Ardennen.